# ストヤン・ストヤノフ

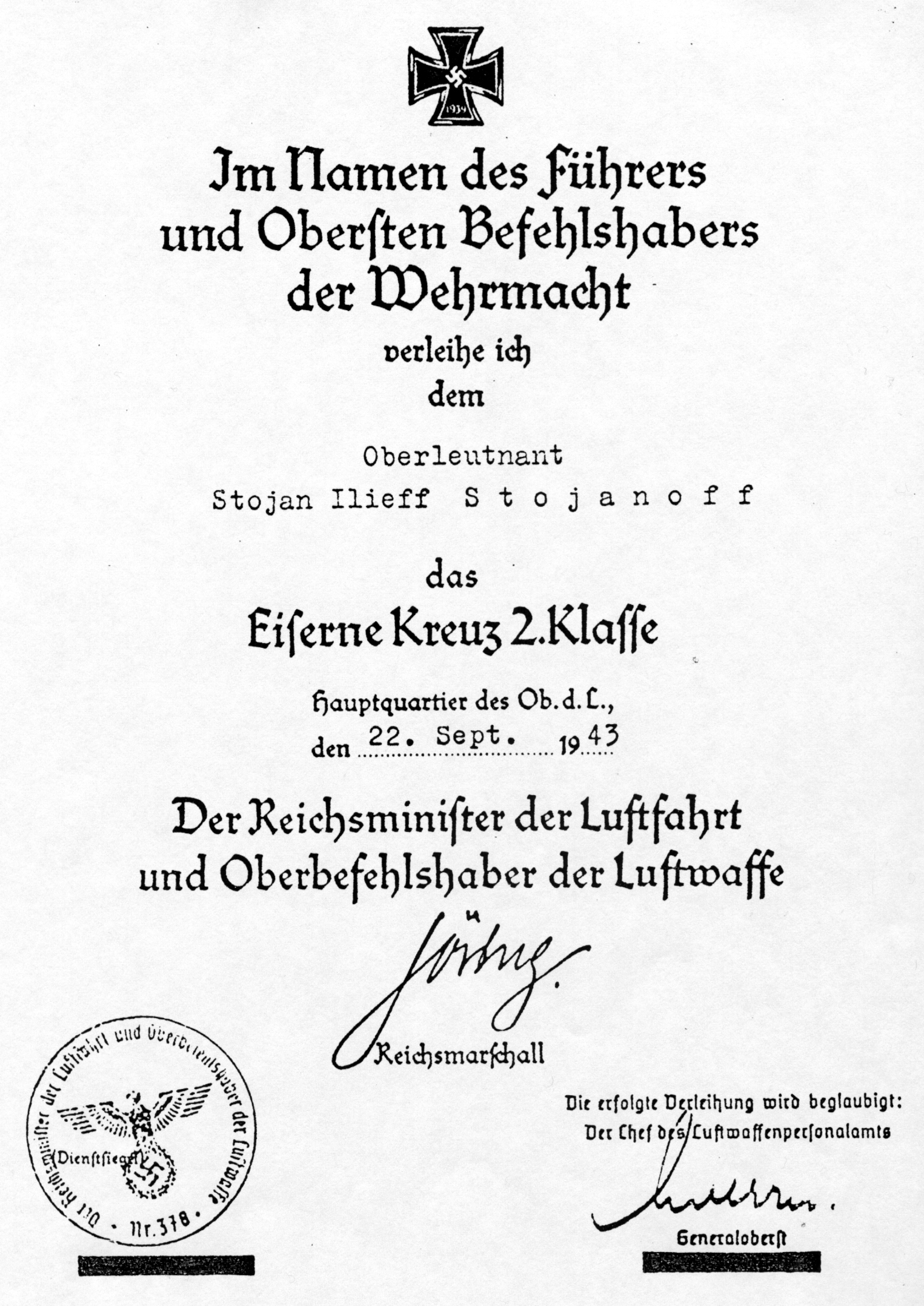
ストヤノフに贈られた二級鉄十字章の表彰状。（1943年9月22日）

ストヤン・イリエフ・ストヤノフ（Стоян Илиев Стоянов、1913年3月12日 - 1997年3月13日）はブルガリア空軍の軍人で、第二次世界大戦中のエース・パイロット。

## 経歴
1913年3月12日、ストヤン・ストヤノフはヴァルナ州のガラタ村で生まれた。ストヤノフは5人兄弟の1人で、彼の生まれる5ヶ月前、バルカン戦争中にヴァルナの第8海兵連隊で旗手を務めていた父親は、エディルネ付近でオスマン帝国軍と戦い戦死していた。父親の死により、彼はヴァルナの路上で新聞を売りながら戦争孤児の学校に通った。1930年、彼はソフィアの国立神学校に入学し中等教育を受けた。
1934年、ストヤノフは奨学金を認められて陸軍士官学校へ進学、優秀な成績で卒業すると騎兵将校となった。同年後半から彼は王立軍学校へ通い、飛行士のコースを専攻した。1938年に卒業すると中尉に昇進した。
その後ストヤノフはドイツへ海外研修に派遣された。1938年7月から9月までカウフボイレンで曲技飛行のための競技コースに参加した。彼は仲間のブルガリア人学生より先に15日間で課程を終え、9月からヴェルヌヘンの戦闘機学校で6人の同輩とともに次の課程を開始した。1939年に卒業するとドイツで同輩の指導をおこない、自身も多種多様な機体で飛行訓練をした。
1939年、ストヤノフはカルロヴォ基地の戦闘操縦士学校教官となり、ブルガリア空軍で最近導入したBf109の操縦を学生に訓練した。同年、彼はカルロヴォに住む18歳の少女ミナと出会い、1940年8月に結婚した。1943年半ば、カルロヴォにある第6戦闘機連隊第3大隊の第682中隊（Bf109G-2,G-6装備）隊長に任命された。
1943年8月1日、アメリカ陸軍航空軍はルーマニアのプロイェシュティ油田を目標とした「タイダルウェーブ作戦」を決行した。ストヤノフは帰投中の爆撃機隊を迎撃し、B-24を2機撃墜した。1機目は戦術教典に反して反航攻撃で撃墜し、これがブルガリア空軍の最初の戦果となった。2機目は後下方からの攻撃で撃墜した。ストヤノフの戦術は、のちにブルガリア戦闘機隊の対重爆撃機攻撃の新戦法として取り入れられた。
ストヤノフはブルガリア国王ボリス3世から勇敢十字章を授与された。またドイツ大使館からも二級鉄十字章を贈られた。
彼の最後の勝利は1944年8月26日だった。これは連合軍によるブルガリアへの最後の空襲の日であった。9月、ストヤノフは大尉に昇進した。同月、ブルガリアは連合国側に参加、ブルガリア空軍はユーゴスラビア上空での作戦に従事し、戦闘機隊の任務は陸軍への近接支援や対地攻撃機の護衛であった。
ストヤノフの戦果は、1944年12月28日のブルガリア国防省発表によると撃墜5、撃破1で獲得点数は15点であった。他に参照される記録としては、個人撃墜4機、協同撃墜1機、撃破4機、あるいは個人撃墜4機、協同撃墜2機、撃破3機である。
ストヤノフはブルガリア人民共和国空軍に数年間留まった。1945年3月、ブルガリアはロシアのYak-9M戦闘機を120機受け取り、彼はそれらを飛ばすため多くの新人パイロットを訓練した。1947年9月9日、ストヤノフ少佐は人民共和国成立3周年を祝う空中分列式で、ソフィア上空を25機のYak-9を先導して飛行した。1956年、彼は安い軍人恩給で軍を解任された。彼は、彼の家族がソフィアに住んでいる間、リラ修道院、国立博物館やリラ山脈の観光地のガイドとして30年間働いた。
共産主義体制の崩壊した1989年以降になり、ストヤノフは第二次世界大戦でのブルガリア王国空軍第1位のエースとして栄誉を受けた。1992年、彼は退役少将の名誉階級に昇進した。その5年後の1997年3月13日、ストヤノフは死去した。